# Конго (река)
Ко́нго (Заи́р, Луала́ба) — река в Центральной Африке, главным образом в Демократической Республике Конго (частично протекает по её границам с Республикой Конго и Анголой). В верхнем течении (выше города Кисангани) носит название Луалаба. Самая полноводная и вторая по длине река Африки (после Нила), вторая река по водности в мире после Амазонки (годовой сток равен 1318,2 км³, хотя это в 5 раз меньше, чем у Амазонки). С максимальной глубиной в нижнем течении 220 м или более внесена в Книгу рекордов Гиннесса как глубочайшая река мира. Крупнейшая река, пересекающая экватор два раза.

## Этимология
Устье реки открыл в 1482 году португальский мореплаватель Диогу Кан и назвал её Риу-ди-Сан-Жоржи — «река Св. Георгия»; затем её называли Риу-ди-Падран — «река падрана» (падран — каменный крест с португальским гербом и надписью о владении; такой падран, установленный в XV веке в устье реки, был найден в 1859 году). В те же годы было выявлено название Заир, образованное из местного nzadi или nzari — «большая река». Но поскольку при устье находилось государство Конго, за рекой также закрепилось название Конго. Это название и в наши дни традиционно считается основным названием реки, но с учётом того, что в государстве, называвшемся Заир, с 1971 по 1997 годы для реки применялось название Заир, в русскоязычных книгах и на картах принято двойное название Конго (Заир).

## География
Берёт начало у поселения Мумена.

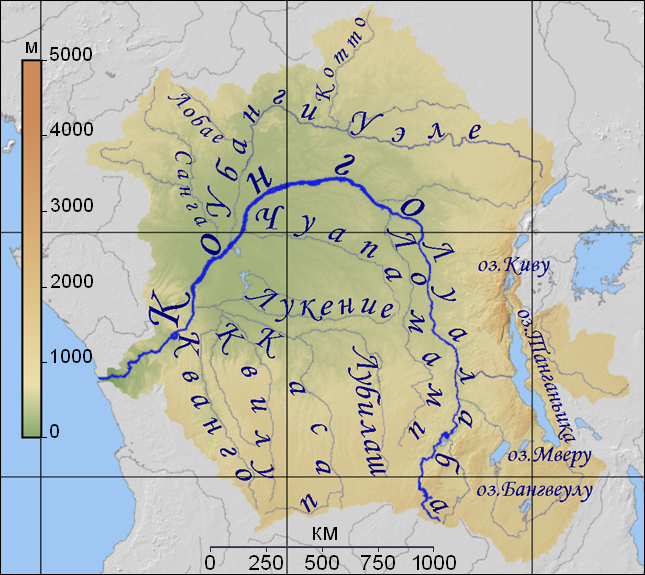
бассейн реки

Длина Конго от истока Луалабы — 4374 км (от истока Чамбеши — 4700 км). Площадь бассейна от 3457 до 3820 тыс. км². Исток Луалабы берёт начало на юго-востоке ДРК, на плато близ границы с Замбией. По другим данным, истоком Конго является река Чамбеши, образующаяся между озёрами Ньяса и Танганьика на высоте 1590 метров над уровнем моря. Она впадает в озеро Бангвеулу, вытекает из него под именем Луапула, впадает в озеро Мверу, вытекая из него как река Лувуа и соединяется с Луалабой. Для верхнего течения Конго (Луалаба), расположенного в пределах плоскогорий и плато, характерно чередование порожистых участков и выровненных бьефов со спокойным течением. Наиболее крутым падением (475 м на расстоянии около 70 км) Луалаба отличается в ущелье Нзило, которым она прорезает южные отроги гор Митумба. Начиная от города Букама, река медленно течёт, сильно меандрируя, по плоскому дну грабена Упемба; этот участок сильно заболочен и изобилует озёрами, среди которых самыми крупными являются Кабве, Упемба, Кисале и Кабумба. Ниже города Конголо Луалаба прорывается через кристаллические породы ущельем Порт-д’Анфер (Адские Ворота), её русло сужается до 90—120 м, образуя пороги и водопады; далее вниз по течению следует одна за другой ещё несколько групп водопадов и порогов. Между городами Кинду и Убунду река снова спокойно течёт в широкой долине. Под самым экватором она спускается с краевых уступов плато во впадину Конго, образуя водопады Стэнли.
После водопадов Стэнли у города Кисангани река меняет название на Конго. В среднем течении, заключённом в пределах впадины Конго, река носит спокойный характер с незначительным падением (в среднем около 0,07 м/км). Её русло, преимущественно с низкими и плоскими, часто заболоченными берегами, представляет собой цепочку озеровидных расширений (местами до 15 км), разделённых относительно суженными (до 1,5—2 км) участками. В центральной части впадины Конго поймы реки и её правых притоков Убанги и Санга сливаются воедино, образуя одну из крупнейших в мире периодически затопляемых областей. По мере приближения к западному краю впадины облик реки меняется: она сжата здесь между высокими (100 м и более) и крутыми коренными берегами, сужаясь местами менее чем до 1 км; глубины возрастают (нередко до 20—30 м), течение убыстряется. Этот суженный участок, так называемый Канал, переходит в озеровидное расширение Стэнли-Пул (длиной около 30 км, шириной до 25 км), которым заканчивается среднее течение Конго.
В нижнем течении Конго прорывается к океану через Южно-Гвинейское плоскогорье в глубоком (до 500 м) ущелье. Ширина русла здесь уменьшается до 400—500 метров, местами до 220—250 метров. На протяжении 350 км между городами Киншаса и Матади река спускается на 270 м, образуя около 70 порогов и водопадов, объединяемых под общим названием водопадов Ливингстона. Глубины на этом участке превышают 220 м, что делает Конго одной из наиболее глубоких рек в мире. У Матади река выходит на приморскую низменность, русло расширяется до 1—2 км, глубины на фарватере достигают 25-30 м. Близ города Бома начинается эстуарий, ширина которого в средней части доходит до 19 км, затем уменьшается до 3,5 км и снова увеличивается к устью, где составляет 9,8 км. Общая площадь дельты Конго составляет порядка 1000 км², площадь эстуария — около 200 км². Вершина и средняя часть эстуария заняты активно формирующейся молодой дельтой. Продолжением эстуария служит подводный каньон Конго общей длиной не менее 800 км.
В 2008 году в нижнем течении Конго специалистами из Геологической службы США и Американского музея естественной истории проводились измерения глубин с помощью эхолотов, Differential GPS и акустических доплеровских измерителей течения. На участке между озером Малебо и Пиокой была установлена максимальная глубина не менее 220 м. Конго внесена в Книгу рекордов Гиннесса как самая глубокая река в мире.

### Основные притоки
- в верхнем течении: справа — Луфира, Лувуа, Лукуга;
- в среднем течении: слева — Ломами, Лулонга, Руки, Касаи (крупнейший из левых притоков), справа — Арувими, Итимбири, Монгала, Убанги (самый крупный приток Конго), Санга;
- в нижнем течении — Инкиси (слева), Алима (справа).

К системе Конго принадлежит несколько больших озёр: Танганьика и Киву в бассейне реки Лукуга; Бангвеулу и Мверу в бассейне реки Лувуа; Маи-Ндомбе в бассейне реки Касаи; Тумба (имеет сток непосредственно в Конго через протоку Иребу).

## Гидрология
В формировании стока рек бассейна Конго преобладающую роль играет обильное дождевое питание. Большинство притоков Конго характеризуется преобладанием осеннего стока: на притоках с водосборами в Северном полушарии максимальный подъём воды наблюдается в сентябре—ноябре, в Южном — в апреле—мае. Апрельско-майский максимум стока характерен и для верхнего Конго (Луалабы). В среднем и, особенно в нижнем течении Конго сезонные колебания стока в значительной мере сглажены ввиду разновременности поступления в реку полых вод её притоков; из всех великих рек земного шара Конго отличается наибольшей естественной зарегулированностью. В годовом ходе уровня, тем не менее, отчётливо выражены два подъёма и два спада. На среднем Конго подъём воды, соответствующий осеннему максимуму стока Луалабы, смещен на май—июнь и носит второстепенный характер, главный же подъём — в ноябре—декабре под влиянием паводков на северных притоках. В низовьях Конго главный подъём также приходится на ноябрь—декабрь; менее значительный подъём в апреле—мае связан в основном с осенним максимумом стока реки Касаи.
Конго является самой полноводной рекой Африканского континента. Бассейн Конго охватывает почти всю территорию Демократической Республики Конго, а также большую часть Республики Конго и Центральноафриканской Республики, восток Замбии, север Анголы и меньшие участки на территориях Камеруна и Танзании. Средние расходы воды в нижнем течении Конго (у Бомы): годовой — 39 тыс. м³/с, в месяц самой высокой воды (декабрь) — 60 тыс. м³/с, в месяц самой низкой воды (июль) — 29 тыс. м³/с; абсолютные крайние расходы — от 23 до 75 тыс. м³/с. Средний годовой сток 1230 км³ (по другим данным, 1453 км³). Огромные массы воды, выносимые Конго в океан, опресняют его на 75 км от берега. Твёрдый сток Конго на приустьевом участке около 50 млн т в год.
| Средний расход воды (м³/с) реки Конго по месяцам с 1903 по 1983 гг. (замеры производились на гидрологическом посту в районе города Киншаса, 480 км от устья) |

## Растительный и животный мир
По данным Всемирного фонда дикой природы, в реке Конго и её притоках обитает около 700 видов рыб. Только в озере Малебо и его притоках насчитывается 230 видов рыб. Многие из рыб бассейна Конго имеют промысловое значение: нильский окунь, тилапия, барбусы, большая тигровая рыба, пресноводная сельдь и другие.
Бассейн Конго образует вторую по площади в мире зону влажных тропических лесов, занимающую примерно 2 млн км². В совокупности с участками вторичного леса и саванны леса́ бассейна Конго занимают порядка 3 млн км² — преимущественно на территории Демократической Республики Конго, но также в Габоне, Республике Конго, Камеруне, Центральноафриканской Республике и Экваториальной Гвинее. В бассейне Конго насчитывается приблизительно 10 тысяч видов растений, из которых 30 % эндемичны для этого региона. Леса бассейна Конго относительно мало пострадали от человеческой деятельности, хотя возможные угрозы их целостности включают горную добычу, коммерческую вырубку леса и пережигание древесины на древесный уголь.
В лесах бассейна Конго зарегистрировано около тысячи видов птиц (в том числе 265 видов, встречающихся только в экваториальных лесах) и 400 видов млекопитающих, обитающих в этом регионе, в том числе гориллы (как горные, так и равнинные), шимпанзе, бонобо и лесные слоны, африканские буйволы, гиппопотамы, ламантины и два вида выдр. Среди рептилий, встречающихся в реке Конго и её окрестностях, наиболее заметны крокодилы, водяные змеи и ведущие полуводный образ жизни черепахи.

## Экономическое использование

### Гидроэнергетические ресурсы
Британская энциклопедия сообщает, что гидроэнергетический потенциал Конго составляет примерно 1/6 от общемирового (хотя используется лишь небольшая его часть). Один лишь комплекс водопадов Инга выше города Матади может обеспечивать выработку 30 ГВт электроэнергии, а совокупность гидроэнергетических ресурсов реки оценивается в 390 ГВт. Последнее объясняется большим количеством воды, переносимой рекой, и значительным падением русла на всем её протяжении вплоть до устья (другие крупные реки в их нижнем течении являются равнинными и протекают в низинах). На Конго построено несколько крупных ГЭС — Нзила, Нсеке (на Луалабе), Инга (на водопадах Ливингстона). Всего в бассейне Конго построено около 40 ГЭС.
Крупнейшей гидроэлектростанцией реки является Инга, находящаяся примерно в 200 км к юго-западу от Киншасы. Проект Инга был запущен в начале 1970-х строительством первой плотины. На сегодняшний день построены только две плотины «Инга I» (фр. Barrage Inga I) и «Инга II» (фр. Barrage Inga II), на которых работают четырнадцать турбин. Проекты «Инга III» (фр. Barrage Inga III) и «Гранд Инга» (фр. Barrage Grand Inga, англ. Grand Inga Dam) находятся на стадии проектирования. В случае реализации проекта «Гранд Инга» её мощность более чем вдвое превысит мощность ГЭС «Три ущелья» в Китае. Существуют опасения, что строительство этих новых плотин может привести к вымиранию многих видов рыб, которые являются эндемичными в реке.

### Судоходство
Общая длина судоходных путей по рекам и озёрам бассейна Конго — около 20 тыс. км (из них только на территории ДРК — 14 тыс. км). Большинство доступных для судоходства участков рек сосредоточено во впадине Конго, где они образуют единую разветвленную систему водных путей, которая, однако, отделена от океана водопадами Ливингстона в нижнем течении Конго. Сама река имеет 4 главных судоходных участка: Букама — Конголо (645 км), Кинду — Убунду (300 км), Кисангани — Киншаса (1742 км), Матади — устье (138 км); последний участок, так называемый морской бьеф, доступен для океанских судов. Судоходные участки связаны между собой железными дорогами.
Объёмы водных грузоперевозок по Конго невелики по сравнению с европейскими реками — в частности, грузооборот порта Киншасы не превышает миллиона тонн. При этом река, способствуя транспортировке грузов водным путём, одновременно препятствует сухопутным перевозкам — через реку и её притоки переброшено лишь небольшое количество мостов, а связь между Киншасой и Браззавилем осуществляется с помощью паромной переправы. Главные речные и озёрные порты в бассейне: на Конго, помимо Киншасы — Браззавиль, Мбандака, Кисангани, Убунду, Кинду, Конголо, Кабало, Букама; на реке Убанги — Банги; на реке Касаи — Илебо; на озере Танганьика — Калима, Кигома, Бужумбура; на озере Киву — Букаву. В низовьях Конго — морские порты Матади, Бома, Банана.

### Тропические леса бассейна Конго
Леса шести государств Центральной Африки — Демократической Республики Конго (ДРК), Республики Конго (РК), Габона, Камеруна, Центральноафриканской Республики (ЦАР) и Экваториальной Гвинеи — формируют второй по площади (186–197 млн га) массив непрерывных влажных тропических лесов (HTFs) после Амазонии. На ДРК приходится свыше 110 млн га (59% общей площади), что ставит её на второе место среди тропических стран после Бразилии. Распределение лесного покрова: Габон — 22 млн га (85% территории), РК — 21 млн (65%), Камерун — 19 млн (42%), ЦАР — 7 млн (36%), Экваториальная Гвинея — 2 млн (58%). Эти экосистемы обеспечивают жизненные потребности 60 млн человек (35% населения региона), сочетая роль ресурса для натурального хозяйства и потенциальной основы экономического развития. Несмотря на значимость лесов, их вклад в ВВП стран региона остаётся низким из-за приоритета добычи минеральных ресурсов (нефть, газ, золото). Официальная статистика недооценивает роль лесного сектора, игнорируя неформальную деятельность, которая охватывает 80–90% занятости (оценка ФАО, 2020). К ней относятся заготовка топливной древесины (основной энергоресурс для сельских и части городских жителей), нелегальная вырубка (в Камеруне объёмы в 2–3 раза превышают разрешённые) и криминальные практики. Около 61,1 млн га (33% лесного массива) занимают концессии, контролируемые иностранным капиталом, что усугубляет проблему истощения ресурсов.
С конца XIX века колониальные власти передавали леса в концессии, что привело к «добыче ресурсов» (forest mining) — бесконтрольной вырубке ценных пород (например, деревьев возрастом 400–1000 лет). После обретения независимости страны сохранили эту модель, но с 1992 года под влиянием решений Саммита Земли в Рио-де-Жанейро начали внедрять принципы устойчивого лесопользования. Конвенции ООН о биологическом разнообразии, борьбе с опустыниванием и изменением климата стали основой для экологически ориентированных реформ. Однако декларативные меры часто противоречат экономическим интересам: например, в Габоне с 2010 года приток инвестиций в лесной сектор не остановил нелегальные вырубки, угрожающие 30% эндемичных видов региона.
Лесной сектор стран бассейна Конго, несмотря на официальные статистические данные, фиксирующие его низкий вклад в ВВП (менее 5% в большинстве государств региона), играет значительную экономическую роль за счёт неформальной деятельности. По оценкам Продовольственной и сельскохозяйственной организации ООН (ФАО, 2020), 80-90% занятости в отрасли приходится на неучтённые виды хозяйствования: от легализованных традицией заготовок дров (обеспечивают энергопотребление 85% сельского и 45% городского населения) до нелегального производства пиломатериалов, объёмы которого в Камеруне в 2-3 раза превышают разрешённые. Около 33% лесных площадей региона (61.1 млн га) контролируется иностранными концессиями, чьё доминирование в формальном секторе восходит к колониальному периоду (рубеж XIX-XX вв.), когда европейские администрации игнорировали традиционные права местных сообществ на ресурсы. Такая двухсекторная модель, сочетающая монополизацию земель с массовой неформальной активностью, сохраняет актуальность в постколониальных экономиках Центральной Африки.
Лесные концессии в странах Африки (за исключением Республики Экономического Сообщества Государств, РЭГ) требуют обязательного наличия планов управления лесами (FMPs), подготовка которых занимает три года с последующим согласованием в национальных лесных управлениях. По данным 2020 года, из 61,1 млн га концессионных территорий региона сертифицированными FMPs эксплуатировалось 47,7 млн га. Внедрение таких планов, предусматривающих выборочные рубки согласно стандартам допустимой ежегодной заготовки (ААС) и экологические меры, повышает производственные издержки на 15-30%, но обеспечивает доступ к международной сертификации. Лесной попечительский совет (FSC), входящий в Международный альянс социальной и экологической аккредитации (ISEAL), выдаёт наиболее признанный сертификат устойчивого лесопользования, учитываемый в законодательстве 22 африканских стран. Его региональные отделения в Найроби (Кения), Браззавиле (Республика Конго) и Либревиле (Габон) проводят ежегодные аудиты, проверяя соблюдение экологических стандартов и легальность происхождения древесины. Получение сертификата FSC позволяет компаниям повысить экспортные цены на 12-18% за счёт роста потребительского спроса на экологичную продукцию и долгосрочных контрактов с импортёрами.
Сертификация FSC, введённая в конце 1990-х годов для стимулирования устойчивого лесопользования в Центральной Африке, демонстрирует ограниченную эффективность: из 300 лесозаготовительных компаний региона лишь около 10 получили сертификат за более чем двадцатилетний период. На 2020 год в Центральноафриканской Республике (ЦАР), где 90% коммерческих лесных угодий формально управлялись по планам, и Республике Экваториальная Гвинея (РЭГ) не зарегистрировано ни одной сертифицированной компании, тогда как в Демократической Республике Конго (ДРК), Республике Конго (РК), Камеруне и Габоне только 5,5 млн га (10% коммерческих лесов) соответствуют международным стандартам. Ключевыми обладателями сертификатов остаются компании с историческими концессиями 1950–1960-х годов, включая датскую Wijma, швейцарскую Precious Wood, сингапурскую Olam International и другие, чья деятельность осложняется слабостью государственного контроля, коррупцией и конкуренцией с азиатскими корпорациями. С 1990-х годов последние, за исключением Olam, активно расширяют присутствие, игнорируя требования сертификации и национальные законы: китайская Dejia Wood Group нарушила мораторий ДРК 2022 года, получив разрешения для дочерних предприятий, а компании вроде FODECO (РК) и Wickwood Group (Камерун) эксплуатируют леса без утверждённых планов управления. Это способствует переходу к ресурсодобывающей модели (forest mining) и сокращению деятельности ответственных операторов — французская Leroy Gabon и итальянская Cora Wood полностью свернули работы, а Roujer и Wijma уменьшили масштабы операций.
По данным Банка государств Центральной Африки (BEAC), объём заготовок деловой древесины в странах бассейна Конго в 2021 году составил 9,2 млн м³, увеличившись на 56% по сравнению с 2011 годом. Основной вклад обеспечил Габон, где показатель вырос с 1,6 млн м³ (2011) до 3,7 млн м³ (2021), что позволило стране занять первое место в Африке, ранее удерживаемое Камеруном (3 млн м³ ежегодно в 2015–2020 гг., снижение до 2,4 млн м³ в 2021). Прочие государства региона демонстрировали стабильно меньшие объёмы: Республика Конго (РК) — 1,3 млн м³, Республика Экваториальная Гвинея (РЭГ) — 0,8 млн м³, Центральноафриканская Республика (ЦАР) — 0,6 млн м³, Демократическая Республика Конго (ДРК) — 0,4 млн м³.

### Города на реке
Важнейшие города на Конго.
- Букама (ДР Конго) — город в провинции Катанга, речная пристань в верховьях реки Луалабы (начало судоходства), железнодорожная станция на линии Лубумбаши — Илебо.
- Конголо (ДР Конго).
- Кинду (ДР Конго) — административный центр провинции Маниема. Лежит на западном берегу реки Конго на высоте 500 м над уровнем моря. Связан железной дорогой с югом страны.

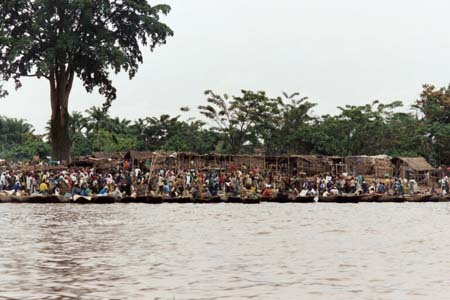
Порт в Кисангани

- Кисангани (ДР Конго) — административный центр провинции Чопо. В 2010 году численность населения составила 868 672 человек[16]. Порт на реке Конго ниже водопада Стэнли.
- Киншаса (ДР Конго) — столица страны, расположена на реке Конго напротив города Браззавиль, столицы Республики Конго. Население города в 2009 году составляло 10 076 099 человек[17].
- Матади (ДР Конго) — главный морской порт страны, центр провинции Центральное Конго. Город расположен на левом берегу реки в 148 километрах от устья. В 2004 году население составило 245 862 человек.
- Бома (ДР Конго) — город в эстуарии реки Конго, расположен в 75 км от впадения Конго в Атлантический океан. Крупный порт (доступен для морских судов; вывоз какао, бананов, каучука, ценных пород древесины). Начальный пункт железной дороги на Челу. В 2010 году население составило 167 326 человек[18].
- Банана (ДР Конго) — небольшой город и морской порт в провинции Центральное Конго. Порт расположен на северном берегу устья и отделён от океана косой длиной 3 километра и шириной от 100 до 400 метров.
- Браззавиль (Республика Конго) — столица и самый густонаселённый город Республики Конго, расположен на правом берегу реки напротив Киншасы. Население на 2010 год составляет 1 252 974 человека[19].

## История открытия и исследования
Человек обитает в бассейне Конго около 50 тысяч лет, но европейцы впервые узнали об этой реке только в XV веке.
В конце 1481 года португальский король Жуан II послал флотилию каравелл вдоль западного побережья Африки до Золотого Берега (современная Гана), чтобы открыть там рудники для добычи золота. Экспедицию возглавил Диогу де Азамбужа. Для рудника нужны были рабы, поэтому в 1482 году Азамбужа послал Диогу Кана обследовать неизвестное тогда западное побережье Африки. В районе 6° южной широты португальцы обнаружили устье большой реки и высадились на берег, где их встретили чернокожие люди племени банту. Они рассказали, что река называется Нзари — «Большая», а государством, по территории которого она течёт, правит царь, носящий титул мани-конго. В знак открытия этих земель португальцы установили неподалёку от устья падран (каменный столб), а реку назвали Рекой Падрау (Rio do Padrão).
Верхнее течение Конго (Луалаба) открыто Давидом Ливингстоном в 1871 году. Большую часть течения Конго от Ниангве вниз по течению исследовал в 1876—1877 Генри Стэнли. Приток Кассаи исследовал Герман фон Висман в 1885 году.

## Достопримечательности
Самые знаменитые водопады на реке — семиступенчатый Стэнли (Бойома) в верховьях Конго, Инга в её среднем течении, а также каскад водопадов Ливингстона в низовьях.